# Oekraïne op het Junior Eurovisiesongfestival 2012
Oekraïne nam deel aan het Junior Eurovisiesongfestival 2012 in Amsterdam, Nederland. Het was de zevende deelname van het land op het Junior Eurovisiesongfestival. NTU was verantwoordelijk voor de Oekraïense bijdrage voor de editie van 2012.

## Selectieprocedure
De selectieprocedure van 2011 werd amper gewijzigd. In mei waren er regionale castings in Ivano-Frankivsk, Odessa, Donetsk, Charkov, Dnjepropetrovsk en Poltava. De 56 besten uit deze preselectie werden uitgenodigd om deel te nemen aan een interne selectie op het hoofdkantoor van NTU in hoofdstad Kiev. Tijdens deze ronde zou een vakjury de 21 finalisten kiezen die mochten deelnemen aan de nationale finale op zondag 8 juli. In 2011 waren er maar 20 finalisten. De finale werd gehouden in Hoerzoef. Anastasija Petryk won en verkreeg zo het recht om Oekraïne te vertegenwoordigen in Amsterdam. Anastasija Petryk is de zus van Victoria Petryk, de Oekraïense vertegenwoordiger op het Junior Eurovisiesongfestival 2008.

## Dityache Evrobachennya 2012
| Volgorde | Artiest                | Lied                                 |
| -------- | ---------------------- | ------------------------------------ |
| 1        | Anna Kartasjova        | Miy litak                            |
| 2        | Tetjana Myza           | Miy dro-oeg                          |
| 3        | Irina Ebralidze        | Namaljoej                            |
| 4        | Tetjana Martsjoek      | Davajtje vsi razom                   |
| 5        | Polina Andrejeva       | Mriyi u tvoih rukah                  |
| 6        | Exsportize             | Vetsjirka                            |
| 7        | Tetjana Goelyk         | Oj, zagraj, skrypaljoe, molodesenkiy |
| 8        | Anastasia Baranovska   | Mama                                 |
| 9        | Kapriz Juniors         | Kosmo dity                           |
| 10       | Sofija Tarasova        | Zjyttevyi pazl                       |
| 11       | Inna Pritsjepiy        | Tobi                                 |
| 12       | Elena Gregori          | Z nyh kozjen                         |
| 13       | Solomija Kateryntsjoek | Majka                                |
| 14       | Anna Priymak           | Posmihnis                            |
| 15       | Elena Gernega          | Stsjastja poroetsj                   |
| 16       | Anastasija Petryk      | Nebo                                 |
| 17       | Tetjana Sjevtsjoek     | Rozjevi okoeljary                    |
| 18       | Nikita Kiosse          | Ikar                                 |
| 19       | Akva Brand             | Persje kohannja                      |
| 20       | Radiosimja             | Radiosimja                           |
| 21       | Viktoria Kobzar        | Vid sertsja do sertsja               |

## In Amsterdam
Op maandag 15 oktober werd er geloot voor de startvolgorde van het Junior Eurovisiesongfestival 2012. Oekraïne was als negende van twaalf landen aan de beurt, na Armenië en voor Georgië. Uiteindelijk won Oekraïne de tiende editie van het Junior Eurovisiesongfestival met 35 punten voorsprong op Georgië. Anastasija Petryk kreeg uit acht landen het maximum van 12 punten.